# Zamek ryglowany

Działanie zamka ryglowanego

Zamek ryglowany – zamek, który po zamknięciu na czas strzału wlotu lufy łączony jest mechanicznie z lufą za pomocą mechanizmu ryglowego.
Ma zastosowanie w broni strzeleckiej strzelającej nabojami karabinowymi i pośrednimi oraz broni artyleryjskiej, nieautomatycznej, półautomatycznej i automatycznej.
Może mieć niewielką masę i jest bardziej skomplikowany konstrukcyjnie. Z uwagi na rodzaj wykonywanego ruchu podczas otwierania i zamykania może być zamkiem suwliwym, poprzeczno–suwliwym lub obrotowo–wahliwym.